# Allanthalia
Allanthalia is een geslacht van insecten uit de familie van de Hybotidae, die tot de orde tweevleugeligen (Diptera) behoort.

## Soorten
Deze lijst is mogelijk niet compleet.
- A. pallida (Zetterstedt, 1838)